# محمود أمين الجليلي
الأستاذ الدكتور محمود أمين الجليلي طبيب عراقي ولد في الموصل عام 1921 وتوفي في يوم الأربعاء المصادف 16 تشرين الثاني عام 2011. كان أول رئيس لجامعة الموصل للفترة 30 آذار 1967 ولغاية 23 تشرين الأول 1969، وأول طبيب عراقي حصل على شهادة عضوية كلية الأطباء الملكية في لندن. اقتنى بحياته مكتبة ثرية للمخطوطات التاريخية حقق منها مخطوط كتاب درر العقود الفريدة في تراجم الأعيان المفيدة لتقي الدين المقريزي.

## السيرة الشخصية
ولد لأسرة تنتمي لآل الجليلي الموصلية، وبعد أن أنهى دراسته الابتدائية والثانوية في الموصل عام 1937، درس الطب في جامعة القاهرة ليتخرج فيها سنة 1943 بشهادة بكالوريوس طب وجراحة، وتخصص في الطب بنفس الجامعة ونال دبلوم الدراسات العليا في الأمراض الباطنية عام 1945. عاد إلى العراق ليعمل في المستشفيات الحكومية ثم التحق بجامعة لندن سنة 1946 وبعدها بجامعة هارفرد بالولايات المتحدة الاميركية بين سنتي 1953 و1954 ليحصل على ماجستير بالطب الباطني وزمالة كلية الاطباء الملكية بلندن وعضو فيها عام 1954.
بعد عودته إلى العراق عين في مناصب عديدة لعل ابرزها رئاسته لجامعة الموصل حين تأسيسها بين سنتي 1967و 1969. انجز دراسات وبحوثاً وكتباً عديدة منها على سبيل المثال المعجم الطبي الموحد فضلاً عن دراساته في عدد من المجلات منها مجلة المجمع العلمي العراقي. اهتم الجليلي كثيراً بقسم الاثار بكلية الآداب في جامعة الموصل فلقد رعى القسم واهتم بالتنقيبات الاثارية من قبل هيئة جامعية اشرف عليها مباشرة. نشر أكثر بحوثه ودراساته في دوريات عالمية مختصة وفي مجلة المجمع العلمي العراقي وبعض المجلات العربية.

### الوظائف العامة
- استاذاً مساعداً في كلية طب بغداد 1953.
- مديراً لمعهد البحوث الطبية في بغداد عام 1956
- استاذاً في كلية الطب بجامعة بغداد عام 1961
- رئيساً لدائرة الطب وقسم الطب بجامعة بغداد عام 1963-1967
- رئيساً لجامعة الموصل عام 1967-1970.

### عضوية المجامع العلمية
- عضواً في المجمع العلمي العراقي 1963-1996 ونائباً أول لرئيس المجمع 1979.
- عضواً مراسلاً في مجمع اللغة العربية في القاهرة منذ عام 1970
- \عضواً مراسلاً في مجمع اللغة العربية بدمشق
- عضواً مؤازراً في مجمع اللغة العربية الاردني عام 1980
- عضواً في مجلس جامعة بغداد عام 1963-1967
- عضواً في المجلس الاعلى للبحوث العلمية (السابق) 1964-1967
- عضواً في اتحاد الاطباء العرب في القاهرة.

### التكريم
أطلقت جامعة الموصل بسنة 2012 اسم الأستاذ الدكتور محمود الجليلي على قاعة الجامعة الكبرى (قاعة الجليلي).
أطلقت محافظة نينوى اسمه على شارعٍ في الموصل (شارع الدكتور محمود الجليلي في منطقة المجموعة الثقافية في الموصل).

### الكتب المنشورة
بالإضافة للأبحاث والدراسات المتخصصة، نشر محمود الجليلي الكتب التالية:
- المعجم الطبي الموحد بغداد: اتحاد الأطباء العرب 1973،
- تحقيق كتاب درر العقود الفريدة في تراجم الأعيان المفيدة لتقي الدين المقريزي. (أربع مجلدات) دار الغرب الإسلامي، بيروت. 2002.[9][10]
- المكاييل والاوزان والنقود العربية. دار الغرب الإسلامي - بيروت - لبنان 2005
- له ديوان شعر مطبوع.